# Gawan
Gawan (Gawain, Gawein, Gwalchmei, Gauvain, Walewein, osv.) var en ridder af det runde bord ved kong Arthurs hof. Han var søn af kong Lot af Orknøerne (norsk) og nevø af kong Arthur.
Han optræder i mange romancer, den vigtigste er Gawan og den grønne ridder. Han er også en central figur i Wolfram von Eschenbachs Parzival.